# Eudioxys
Eudioxys är ett släkte av bin. Eudioxys ingår i familjen buksamlarbin.
Kladogram enligt Catalogue of Life:
| Eudioxys | \| \| Eudioxys quadrispinosa \| \| \| \| \| \| Eudioxys schwarzi \| \| \| \| |
|          | \| \| Eudioxys quadrispinosa \| \| \| \| \| \| Eudioxys schwarzi \| \| \| \| |
|          | Eudioxys quadrispinosa                                                       |
|          |                                                                              |
|          | Eudioxys schwarzi                                                            |
|          |                                                                              |